# Borculo

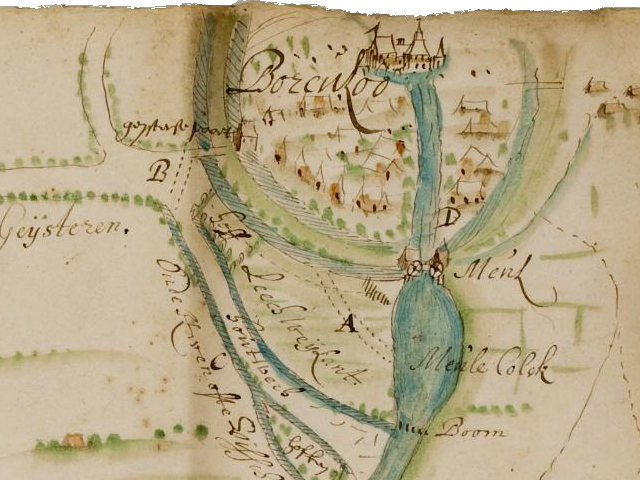
Kaart uit 1642

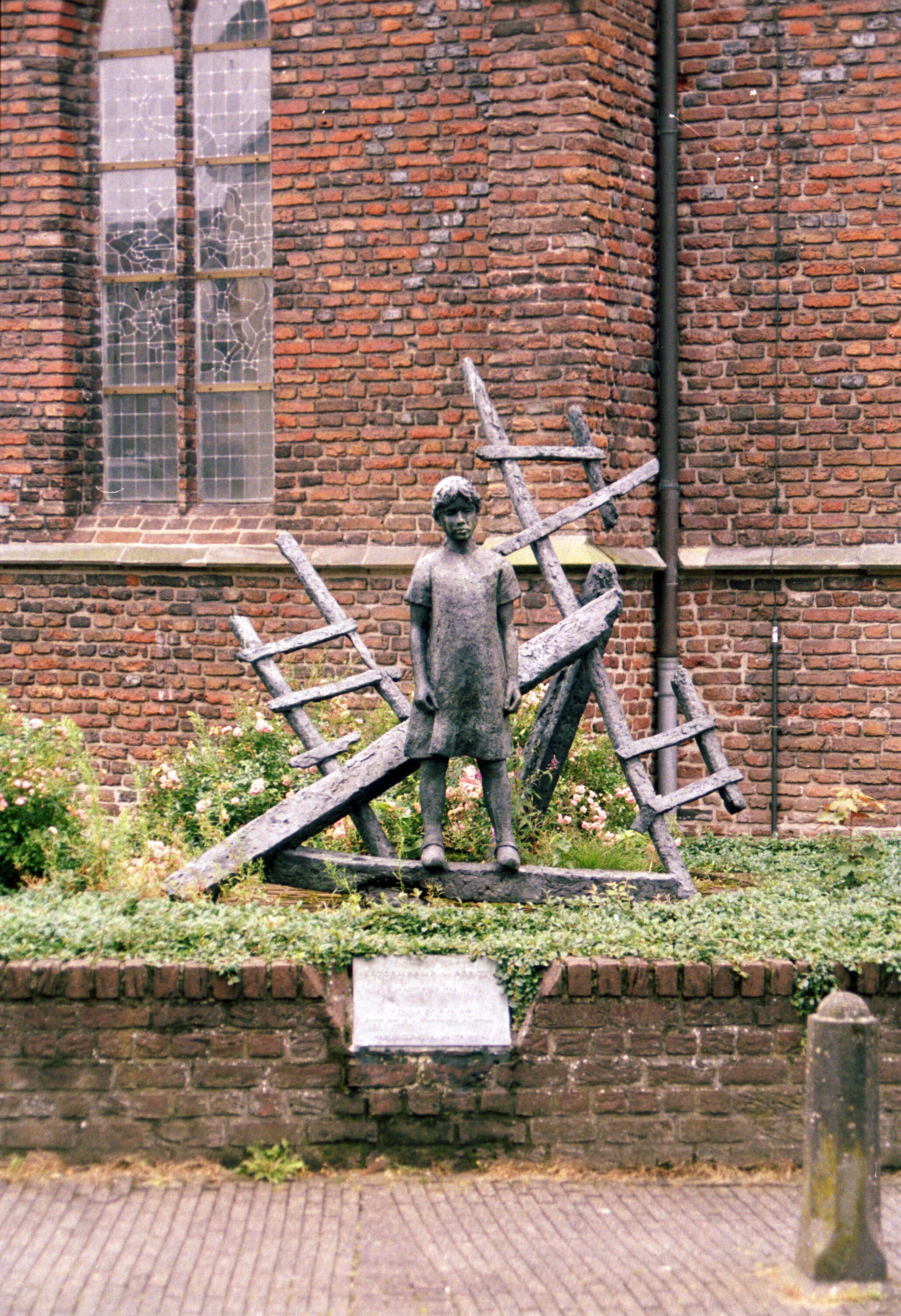
Monument ter herinnering aan de stormramp in 1925

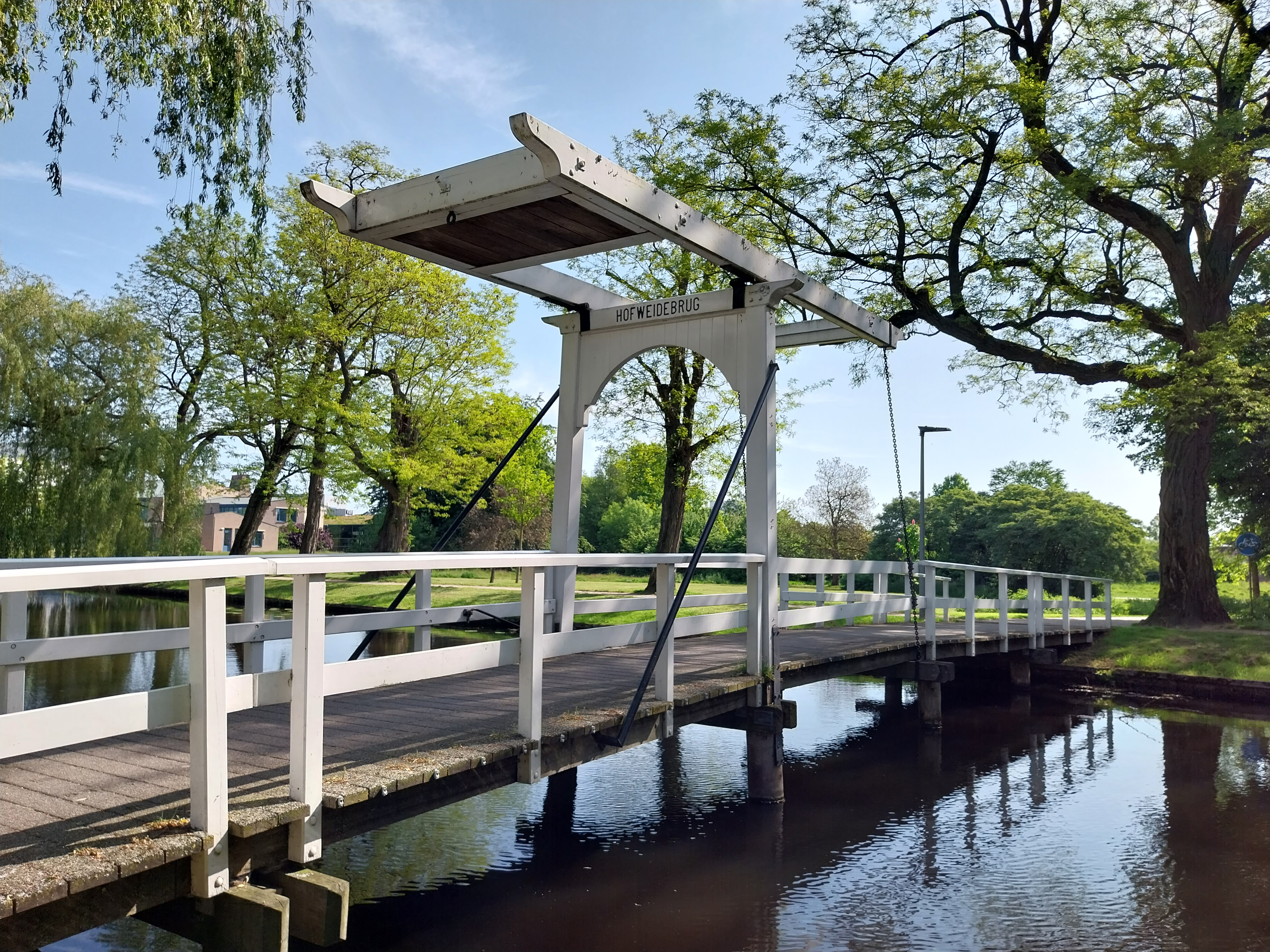
Hofweidebrug

Borculo (Nedersaksisch: Borklo) is een stad en voormalige gemeente in de Achterhoek, provincie Gelderland. In 2005 ging de gemeente op in de gemeente Berkelland. De rivier de Berkel loopt door het centrum van de stad. Het kasteel Borculo (het Hof), waaraan de plaats zijn naam te danken heeft, was de zetel van de Heren van Borculo.

## Geschiedenis
In de 12e eeuw worden in schriftelijke bronnen de Heren van Borculo voor het eerst genoemd. Zij waren verbonden aan het Kasteel Borculo, dat omstreeks die tijd gebouwd was op een goed verdedigbare plaats aan de Groenlose Slinge. Bij het kasteel is de nederzetting Borculo ontstaan. Of de nederzetting is genoemd naar de heren van het kasteel, of dat de heren hun naam ontleenden aan het kasteel en/of de nederzetting is onduidelijk. Het is allerminst zeker of Borculo vanaf het begin aan de rivier de Berkel gelegen heeft, aangezien de oude hoofdstroom aantoonbaar vanaf Haarlo in noordwestelijke richting gelopen heeft. Deze oude bedding heet thans de Bolksbeek. De verlegging van de Berkel is een belangrijke politieke en landschappelijke ingreep geweest. Doel ervan was het verbeteren van de verdedigbaarheid van het kasteel.
Het kasteel lag op een punt waar drie kerspelgrenzen bij elkaar kwamen: Eibergen, Groenlo en Geesteren. Deze drie kerspels hoorden onder het bisdom Münster. In hoeverre het kasteel handelsroutes moest beschermen is onduidelijk. De handelsweg vanuit Zutphen naar het oosten liep over de Lebbenbrug en de Heelweg naar Groenlo en de Hessenweg vanuit Deventer richting Vreden ging over Neede, Mallem en Rekken. Beide belangrijke wegen deden dus Borculo niet aan.
Het gebied dat de heren van Borculo bestuurden omvatte aanvankelijk waarschijnlijk slechts het kasteel en een klein gebied daar omheen (Deugenweerd, Dijcke of Dijkhoek en de Waterhoek). In de loop van de middeleeuwen wisten zij hun gebied en rechten uit te breiden, zodat ook de kerspelen Geesteren, Neede, Eibergen en Groenlo er onder vielen. Als nederzetting bij het kasteel wordt Borculo pas voor het eerst in 1337 genoemd. In dat jaar stichtten de heer en vrouwe van Borculo een kapel in die nederzetting, die in 1375 stadsrechten kreeg. Deze stadsrechten zijn alleen bekend uit een document dat in 1590 opnieuw vervaardigd werd, omdat het originele charter bij de stadsbrand verloren was gegaan. Rondom de plaats werd een eenvoudige omwalling met gracht aangelegd.
In 1777 werd de heerlijkheid Borculo aangekocht door Prins Willem V van Oranje-Nassau. Daardoor voert de Nederlandse koning Willem-Alexander nog steeds de adellijke titel Heer van Borculo.
De rijk van vicarieën voorziene kapel van Borculo werd in 1509 verheven tot parochiekerk en losgemaakt uit het moederkerspel Geesteren. Tegelijkertijd werd het kasteel Borculo losgemaakt uit het moederkerspel Eibergen en aan de nieuwe parochie Borculo toegevoegd. De gemeente Borculo is ontstaan in 1795 uit de voormalige stad, het kasteel en het schependom Dijcke of Dijkhoek. De gemeente Geesteren is toen ontstaan uit de voormalige voogdij Geesteren, een bestuurlijk district in de Heerlijkheid Borculo. Op 1 januari 1818 zijn de twee samengevoegd. Borculo was sindsdien een zelfstandige gemeente waar ook Geesteren, Gelselaar, Haarlo en Leo-Stichting deel van uit maakten. In 2005 werd ze samengevoegd met de buurgemeenten Eibergen, Neede en Ruurlo tot de nieuwe gemeente Berkelland.
Op 10 augustus 1925 werd Borculo getroffen door een windhoos met een diameter van één à twee kilometer die grote verwoestingen aanrichtte. Deze ramp wordt vaak de Stormramp van Borculo genoemd en er is een museum dat aandacht besteedt aan deze episode in de geschiedenis van het stadje, het Brandweer- en Stormrampenmuseum.

## Haven
Lange tijd had Borculo een haven, als centrum van de handelsvaart over de Berkel. Platbodems, zogenoemde zompen, voeren eeuwenlang af en aan naar Borculo om in de haven goederen te laden en te lossen. Zompen waren speciaal ontworpen voor de Berkel en andere ondiepe waterlopen in de Achterhoek. Zonder kiel hadden ze geen enkele diepgang en konden ze zelfs doorvaren bij laagwater. In de 19e eeuw werd de haven echter gedempt en volgebouwd.
Tot aan het begin van de 21e eeuw bevond zich een vestiging van het warenhuis HEMA op de locatie waar ooit de haven was. 
In 2024 werd 'de olde haven' ontgraven en in een iets kleinere uitvoering hersteld. Eind juni 2024 werd ze officieel heropend. Al eerder had de stichting Berkelzomp met een nieuwgebouwde zomp de vaart op de Berkel hersteld. In plaats van handelswaar worden nu toeristen vervoerd door de vrijwilligers van de stichting.

## Musea
- Boerderijmuseum De Lebbenbrugge
- Brandweermuseum Borculo met daarin het Stormrampmuseum, gevestigd in de voormalige Hofschool
- Kristalmuseum gevestigd in het voormalige gemeentehuis
- Museum 'De Bezinning 1940-45'
- Radiomuseum Borculo

## Geboren in Borculo
- Elias en Hendrik van Lennep, tussen 1635 en 1638 geboren, etsers
- Jan Gerrit Scheurer (1864-1928) onderwijzer zendeling politicus
- Hugo Willibrord Bloemers (1908-2001), politicus
- Charles Hugenholtz (1915-1943), verzetsman
- Gerrit Weekhout (1925-2017), politicus
- Jan Markink (1954), politicus
- Jokelyn Tienstra (1970-2015), handbalkeepster en kaatsster
- Joris Laarman (1979), ontwerper, kunstenaar
- Rob Dieperink (1988), voetbalscheidsrechter
- Bregje Heinen (1993), model

## Woonachtig geweest in Borculo
- Kartika Liotard, politica

## Overleden in Borculo
- Karel Dronkert, predikant en theoloog

## Foto's

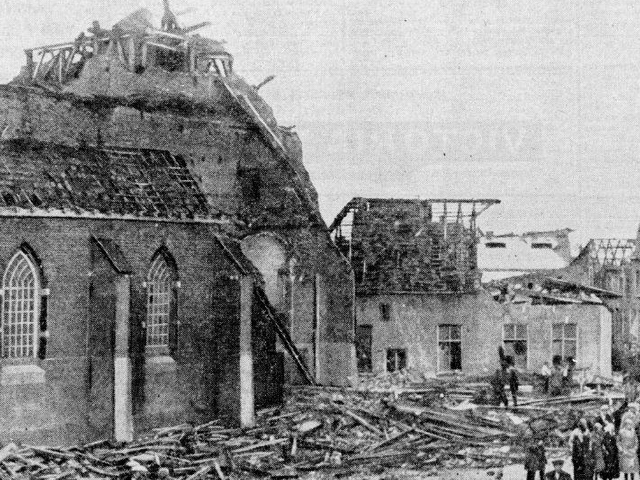
De Stormramp van 1925
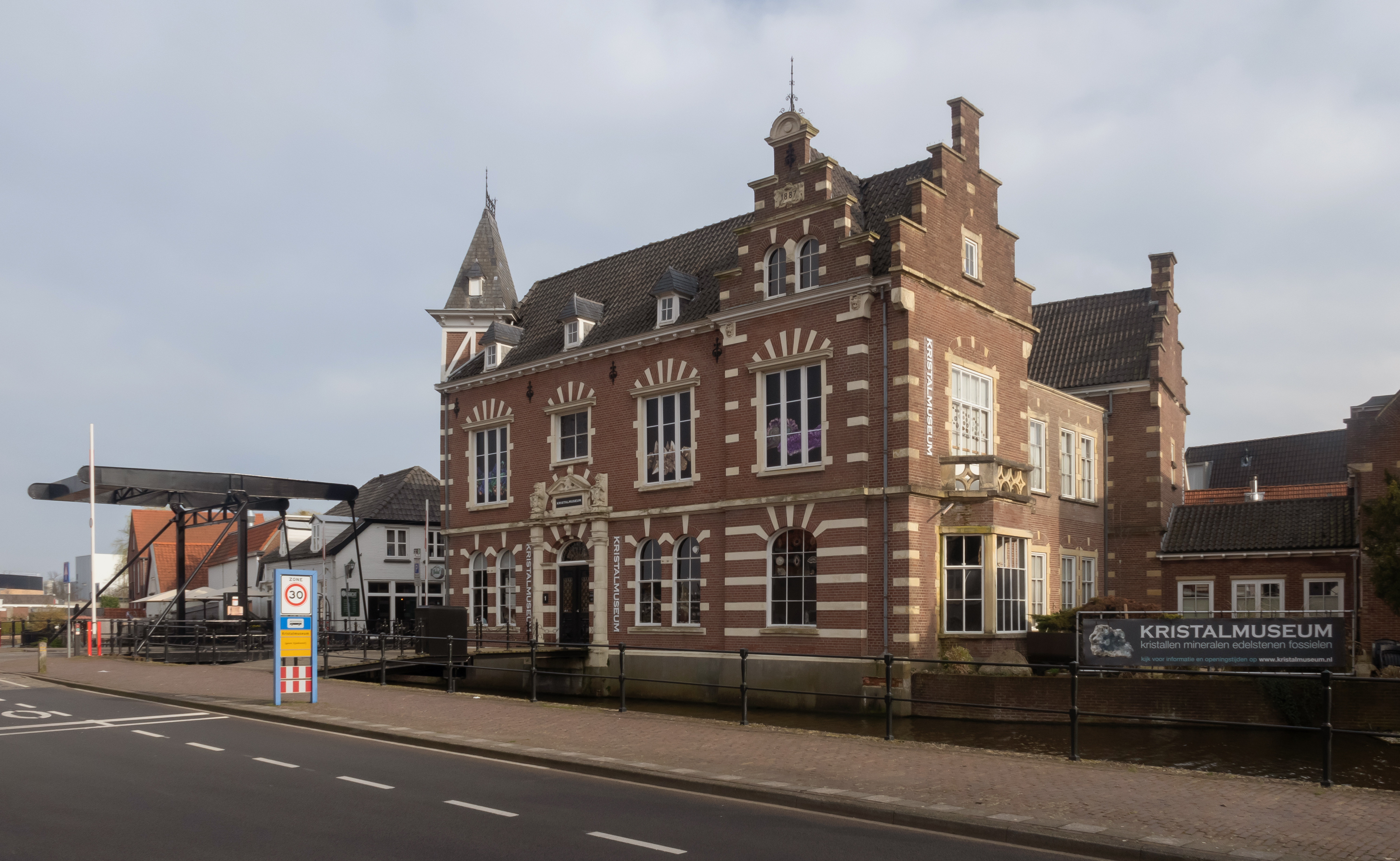
Kristalmuseum
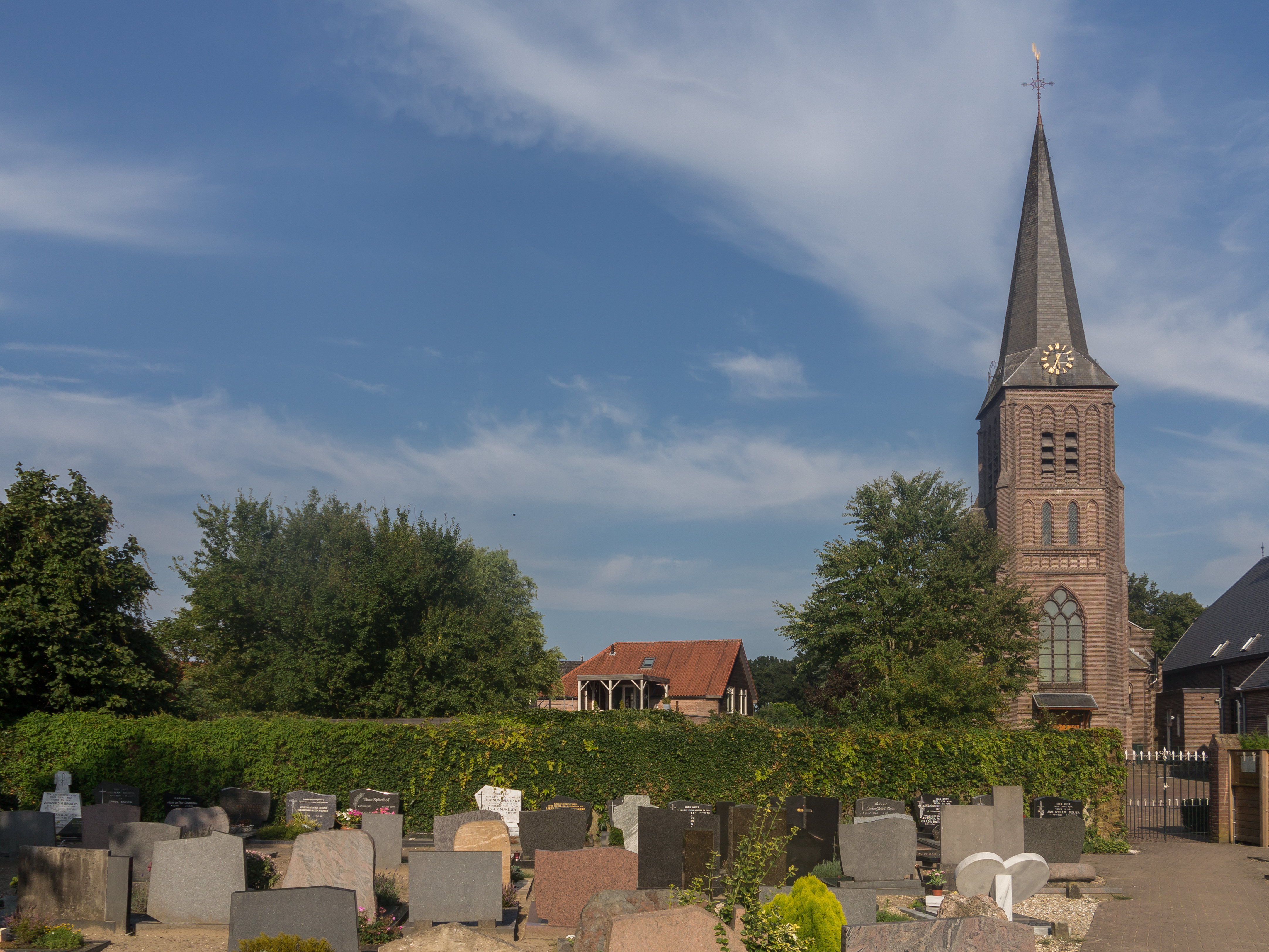
Onze Lieve Vrouw Tenhemelopnemingkerk
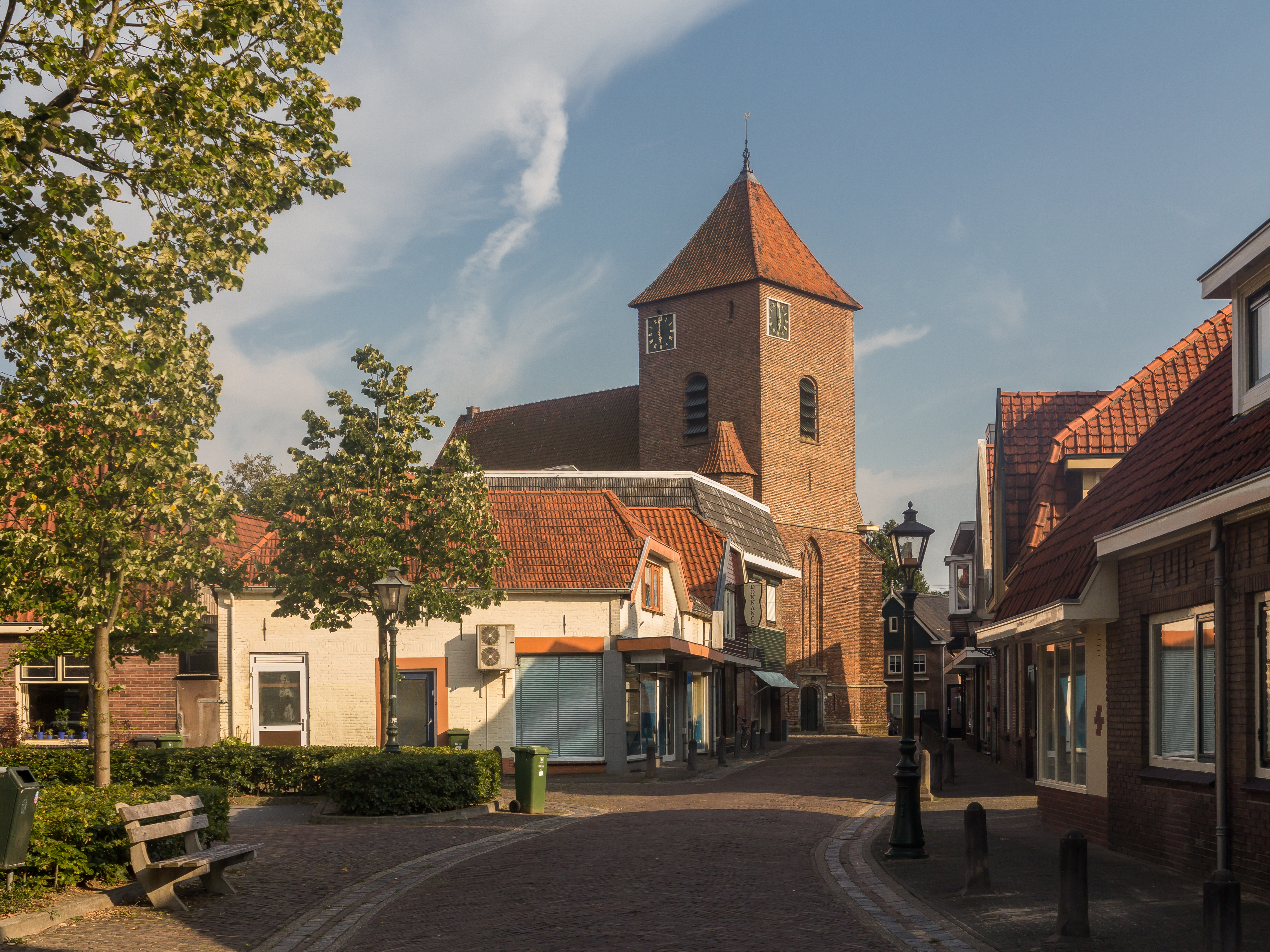
Joriskerk
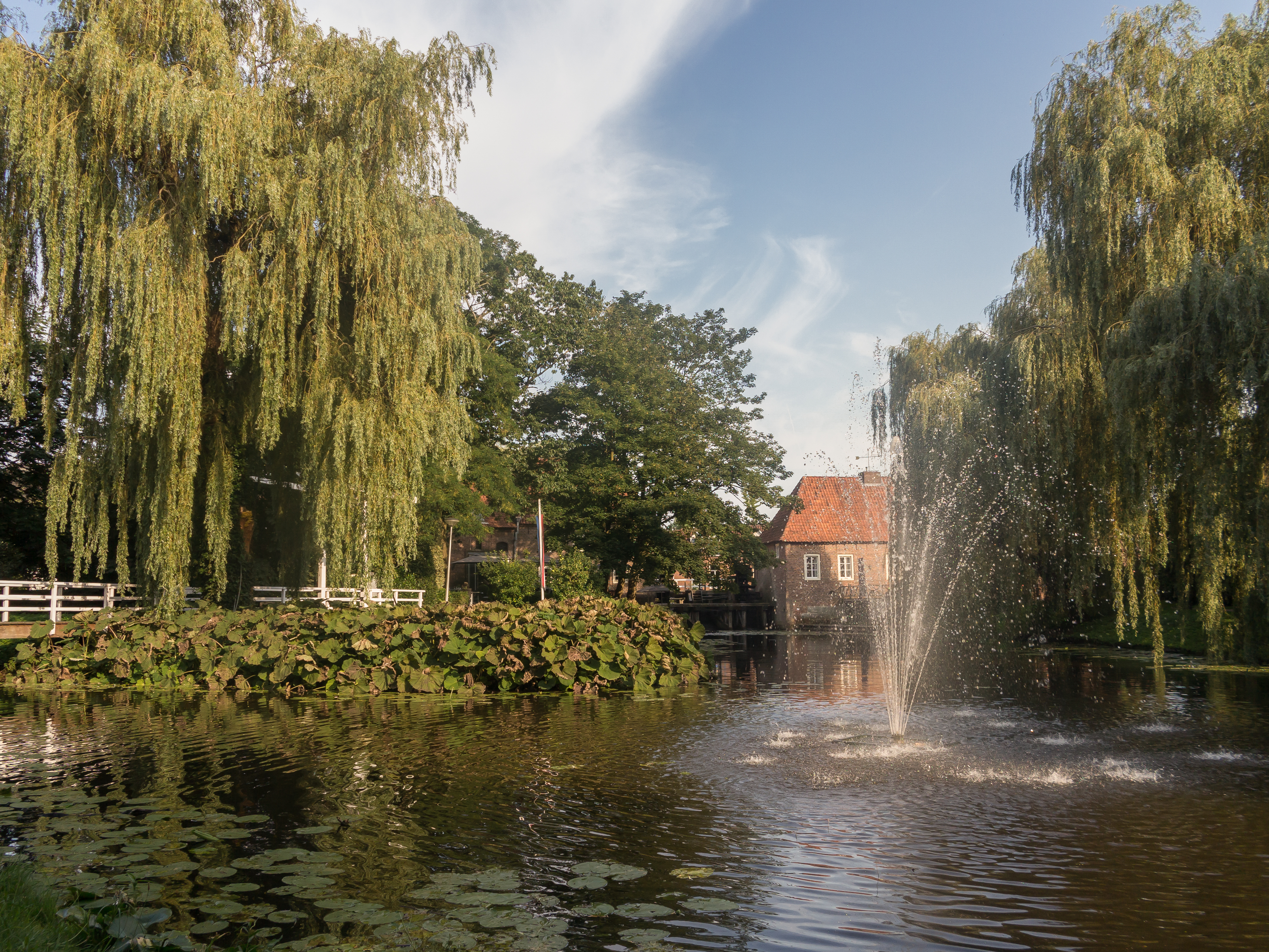
Fontein bij de Burg. Bloemersstraat
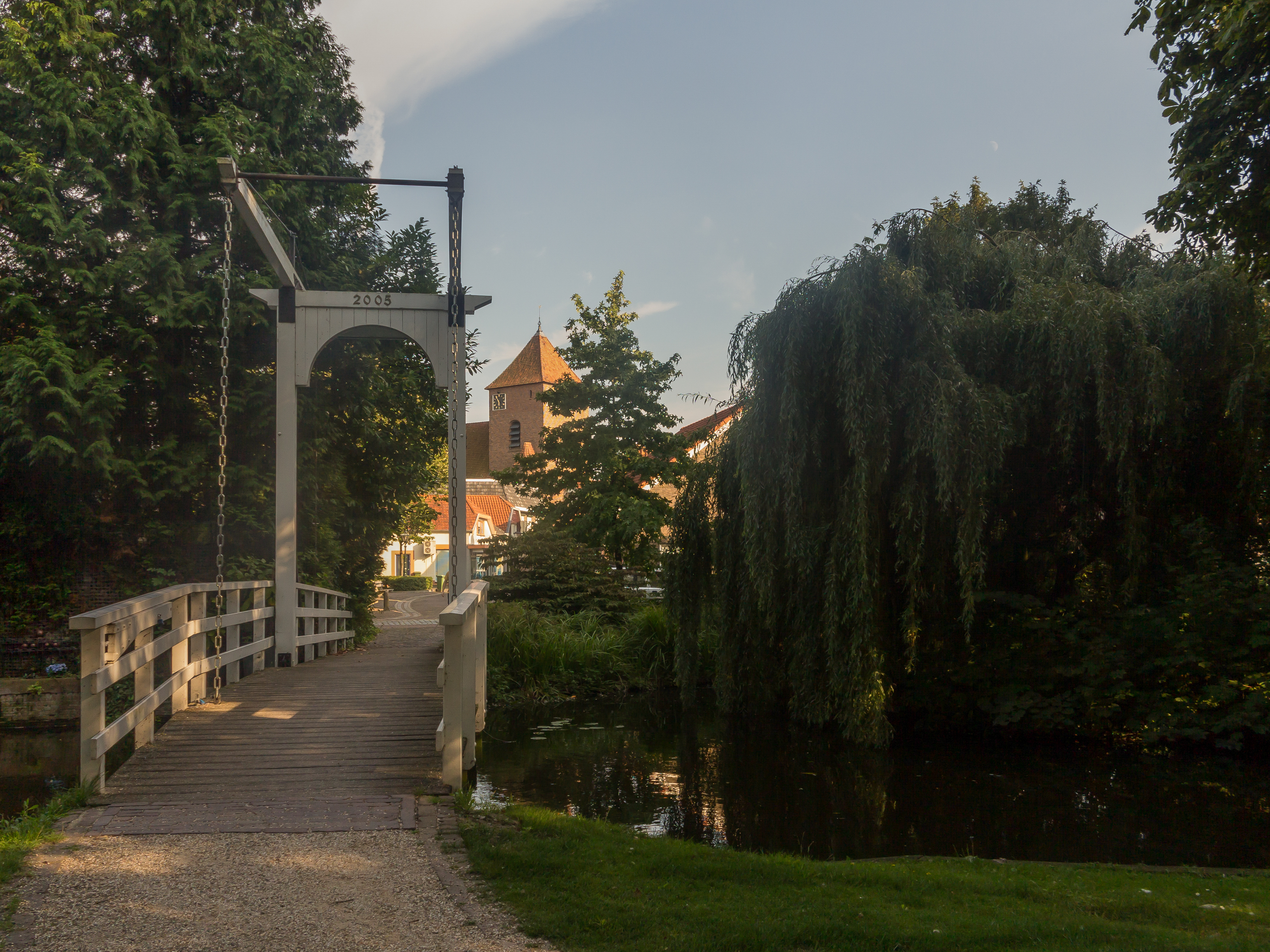
Ophaalbrug bij de Burg. Bloemersstraat
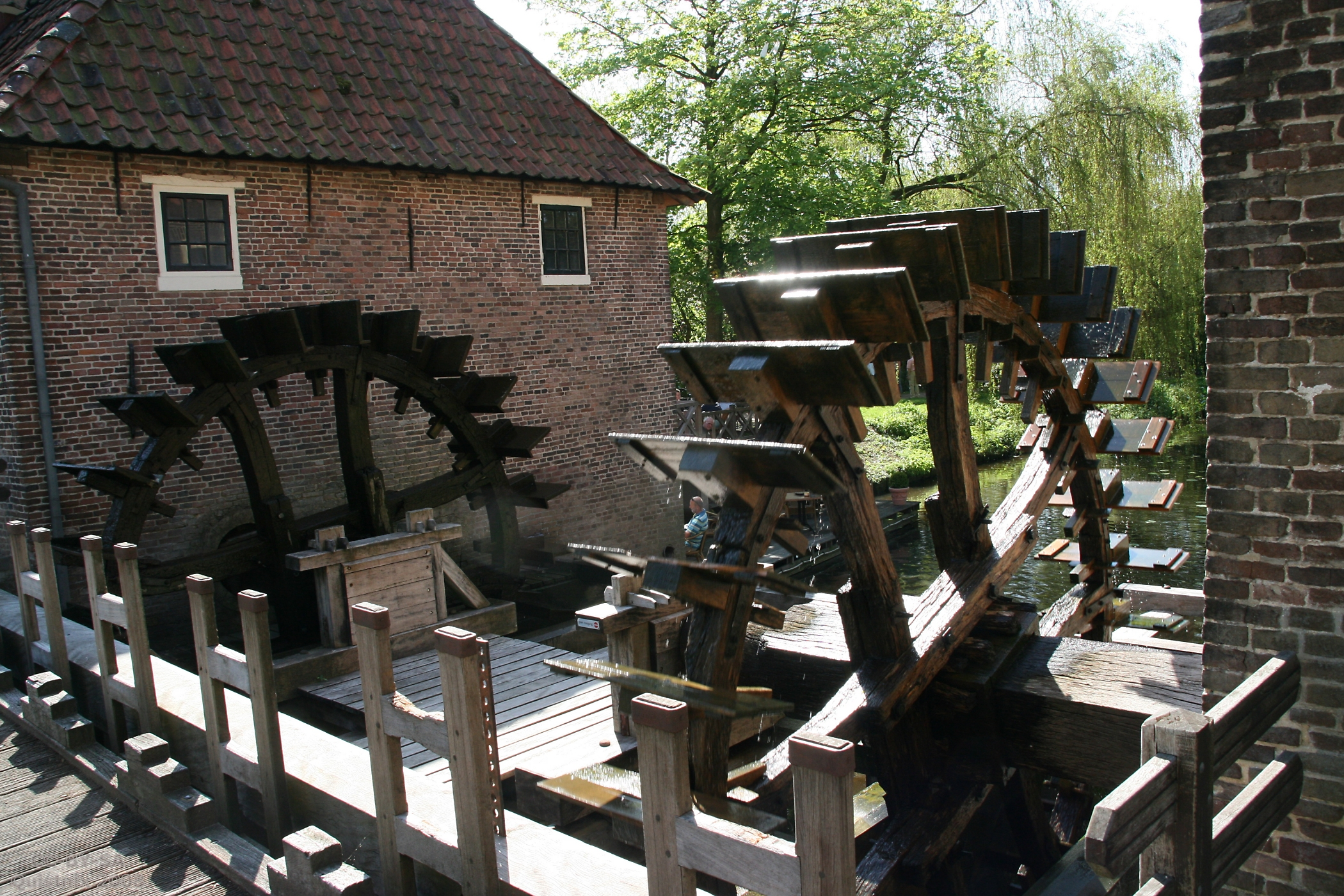
Watermolen De Stenen Tafel